# Eurico Franco Caiuby
Eurico Franco Caiuby (Espírito Santo do Pinhal, 1888) foi um pintor, artista e jornalista brasileiro. Foi presidente da Associação Paulista de Belas Artes e tem pinturas presentes no acervo do Museu Paulista da USP, como Primitiva mineração de ouro em Jaraguá, 1812, Pindamonhangaba, 1835 e Várzea da Lapa, 1826. Como jornalista, ajudou a produzir A Ilustração Paulista.

## Exposições
Caiuby participou das exposições Salão Paulista de Belas Artes de 1934, de 1937, 1940 e de 1943, assim como do 7º e do 8º Salão Paulista de Belas Artes, que ocorreram em 1940 e 1942. No Salão Paulista de Belas Artes, recebeu as medalhas de bronze e prata, nos anos de 1940 e 1943, respectivamente.